# 杜明尼治·基拔
杜明尼治·羅拔·基拔（英語：Dominic Robert Gilbert，1996年2月28日—）為澳洲與克羅地亞混血籃球運動員，司職大前鋒，持有香港身份證。

## 早年生活
基拔生於香港，其父親是澳洲人和母親是克羅地亞人，而身為澳克混血兒的兒子於香港出生，直到四歲時遷居澳洲悉尼，隨後基拔在當地的三一文法學校留學，而當時場均19.3分，13.3個籃板，5.7個助攻，到17歲時便到美國密西西比州的科派亞學院讀書，並錄得17.3分，10.1籃板，5.4個助攻，而他因成績不錯而獲得到加拿大英屬哥倫比亞大學垂青，但首季場均上陣時間不夠10分鐘，只是隊中替補球員。

## 籃球生涯
到大學畢業後，基拔於2016年遠赴母親家鄉克羅地亞加盟甲組籃球聯賽球隊克瓦內爾2010，展開職業籃球員生涯，到於季中轉會到當地甲二聯賽球隊薩納茨，但生涯首兩隊球隊成績均處於聯賽中下游位置，最終基拔於2017年6月來香港加盟班霸球隊南華，並以本地球員身份註冊本地賽事，而他於首場即取得27分，18個籃板，5次偷球，兩次封阻的數據，協助球隊以96–91擊敗宿敵永倫，季尾，基拔協助南華在以場數3–0擊敗永倫，球季完結後，他離隊重返克羅地亞甲組聯賽球隊西博納。
2018年6月基拔重返香港效力南華。
2022年12月基拔加盟東方參加2023年ABL邀請賽，最終球隊奪下該屆ABL總冠軍。
2024年7月1日，札達爾宣布與基拔簽下2024-25賽季合約。

## 外部連結
- 杜明尼治·基拔在fiba.basketball（英语）
- 杜明尼治·基拔在法國籃球甲級聯賽官網（法语）
- 杜明尼治·基拔在亞得里亞海聯賽官網（英语）
- 杜明尼治·基拔在Basketball-Reference.com（國際）（英语）
- 杜明尼治·基拔在Eurobasket.com（球員）（英语）
- 杜明尼治·基拔在Proballers（英语）
- 杜明尼治·基拔在RealGM（英语）
- 杜明尼治·基拔在Flashscore（英语）